# Eleições autárquicas portuguesas de 1985
As eleições autárquicas portuguesas de 1985 foram realizadas a 15 de dezembro e serviram para eleger os membros dos diferentes órgãos do poder local, compostos por 305 presidentes de câmara municipal, 1 975 vereadores, 6 672 membros de assembleias municipais e cerca de 32 000 membros das assembleias de freguesia.
O grande vencedor das eleições foi o Partido Social Democrata (PPD/PSD) que conquistou 149 das 305 câmaras, número recorde, até então, de câmaras conquistas por apenas um partido.
O Partido Socialista (PS), apesar de ter perdido cerca de 4% dos votos, apenas perdeu quatro câmaras, ficando com 79 autarquias.
O Partido do Centro Democrático Social (CDS) manteve o mesmo número de câmaras conquistadas em 1982: 27.
A Aliança Povo Unido (APU), coligação formada pelo Partido Comunista Português (PCP), o Movimento Democrático Português (MDP/CDE) e o Movimento Ecologista Português – Partido "Os Verdes" (MEP/PV), foi quem mais perdeu mais câmaras, oito, ficando-se por 47. Apesar disso, conseguiu ser a primeira força política no distrito de Lisboa, muito devido à votação expressiva que teve na capital.
Por fim, de destacar a participação do Partido Renovador Democrático (PRD) que se ficou pelos 4,7% dos votos e três presidências de câmara, algo que foi considerado negativo, visto que uns meses antes o mesmo partido nas legislativas, conquistou cerca de 18% dos votos.

## Mapa

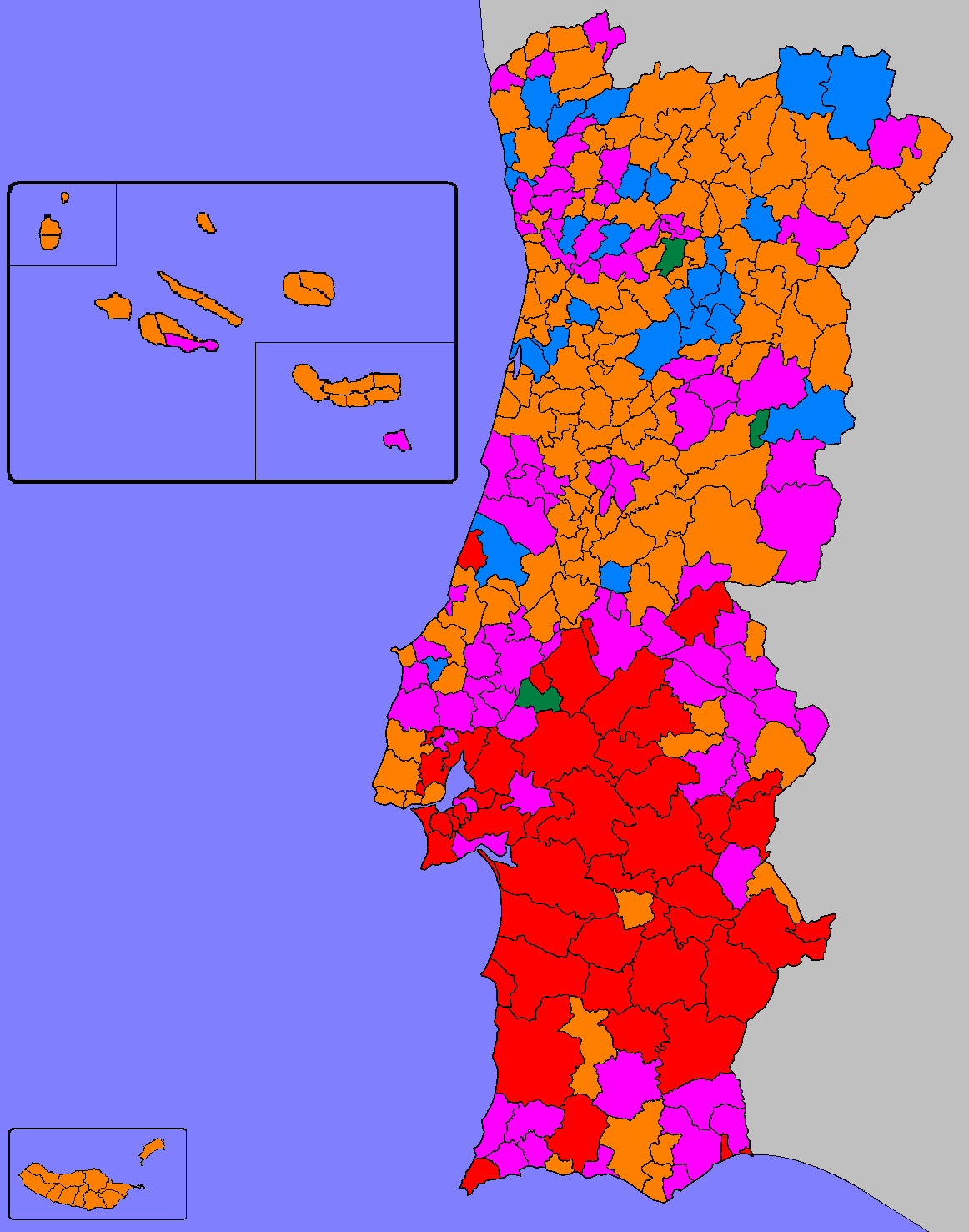
Partido mais votado por concelho (câmara municipal). Legenda: Laranja – PPD/PSD; Rosa – PS; Vermelho – APU; Azul claro – CDS; Verde – PRD.

## Partidos e coligações candidatas
| Sigla | Sigla     | Partido                                         |
| ----- | --------- | ----------------------------------------------- |
|       | APU       | Aliança Povo Unido                              |
|       | CDS       | Partido do Centro Democrático Social            |
|       | LST       | Liga Socialista dos Trabalhadores               |
|       | PCTP/MRPP | Partido Comunista dos Trabalhadores Portugueses |
|       | PDC       | Partido da Democracia Cristã                    |
|       | POUS      | Partido Operário de Unidade Socialista          |
|       | PPD/PSD   | Partido Social Democrata                        |
|       | PPM       | Partido Popular Monárquico                      |
|       | PRD       | Partido Renovador Democrático                   |
|       | PS        | Partido Socialista                              |
|       | UDP       | União Democrática Popular                       |

## Resultados oficiais

### Câmaras e vereadores municipais
| Partido                 | Partido                                         | Votos       | %               | +/-         | Presidentes de CM | +/-         | Vereadores    | +/-         |
| ----------------------- | ----------------------------------------------- | ----------- | --------------- | ----------- | ----------------- | ----------- | ------------- | ----------- |
|                         | Partido Social Democrata                        | 1 649 338   | 33,99 / 100,00  | 19,37       | 149 / 305         | 61          | 819 / 1 975   | 380         |
|                         | Partido Socialista                              | 1 330 029   | 27,41 / 100,00  | 3,69        | 79 / 305          | 4           | 574 / 1 975   | 45          |
|                         | Aliança Povo Unido                              | 942 147     | 19,42 / 100,00  | 1,47        | 47 / 305          | 8           | 303 / 1 975   | 13          |
|                         | Partido do Centro Democrático Social            | 471 591     | 9,72 / 100,00   | 2,19        | 27 / 305          | Estável     | 222 / 1 975   | 37          |
|                         | Partido Renovador Democrático                   | 230 125     | 4,74 / 100,00   | Novo        | 3 / 305           | Novo        | 49 / 1 975    | Novo        |
|                         | União Democrática Popular                       | 28 701      | 0,59 / 100,00   | 0,03        | 0 / 305           | Estável     | 3 / 1 975     | Estável     |
|                         | Partido Popular Monárquico                      | 23 897      | 0,49 / 100,00   | 0,27        | 0 / 305           | 1           | 3 / 1 975     | 2           |
|                         | Partido Comunista dos Trabalhadores Portugueses | 11 275      | 0,23 / 100,00   | 0,09        | 0 / 305           | Estável     | 0 / 1 975     | Estável     |
|                         | Partido da Democracia Cristã                    | 7 863       | 0,16 / 100,00   | 0,14        | 0 / 305           | Estável     | 2 / 1 975     | 2           |
|                         | Partido Operário de Unidade Socialista          | 2 311       | 0,05 / 100,00   | 0,06        | 0 / 305           | Estável     | 0 / 1 975     | Estável     |
| Votos inválidos         | Votos inválidos                                 | 155 286     | 3,20 / 100,00   | 0,52        |                   |             |               |             |
| Total                   | Total                                           | 4 852 563   | 100,00 / 100,00 |             | 305 / 305         |             | 1 975 / 1 975 | 62          |
| Eleitorado/Participação | Eleitorado/Participação                         | 7 593 968   | 63,90 / 100,00  | 7,52        |                   |             |               |             |
| Fonte                   | Fonte                                           | [ 1 ] [ 2 ] | [ 1 ] [ 2 ]     | [ 1 ] [ 2 ] | [ 1 ] [ 2 ]       | [ 1 ] [ 2 ] | [ 1 ] [ 2 ]   | [ 1 ] [ 2 ] |

### Assembleias municipais
| Partido                 | Partido                                         | Votos     | %               | +/-   | Mandatos      | +/-     |
| ----------------------- | ----------------------------------------------- | --------- | --------------- | ----- | ------------- | ------- |
|                         | Partido Social Democrata                        | 1 391 500 | 30,55 / 100,00  | 15,81 | 2 509 / 6 672 | 361     |
|                         | Partido Socialista                              | 1 142 381 | 25,08 / 100,00  | 7,48  | 1 796 / 6 672 | 1 386   |
|                         | Aliança Povo Unido                              | 953 935   | 20,94 / 100,00  | 1,06  | 1 056 / 6 672 | 707     |
|                         | Partido do Centro Democrático Social            | 761 855   | 16,73 / 100,00  | 8,92  | 1 015 / 6 672 | 12      |
|                         | Partido Renovador Democrático                   | 245 830   | 5,40 / 100,00   | Novo  | 273 / 6 672   | Novo    |
|                         | União Democrática Popular                       | 31 899    | 0,70 / 100,00   | 0,02  | 14 / 6 672    | 7       |
|                         | Partido Popular Monárquico                      | 15 949    | 0,35 / 100,00   | 0,15  | 7 / 6 672     | 21      |
|                         | Partido Comunista dos Trabalhadores Portugueses | 6 396     | 0,14 / 100,00   | 0,01  | 0 / 6 672     | 1       |
|                         | Partido da Democracia Cristã                    | 4 002     | 0,09 / 100,00   | 0,07  | 2 / 6 672     | Estável |
|                         | Liga Socialista dos Trabalhadores               | 783       | 0,02 / 100,00   | Novo  | 0 / 6 672     | Novo    |
|                         | Partido Operário de Unidade Socialista          | 254       | 0,01 / 100,00   | 0,04  | 0 / 6 672     | Estável |
| Votos inválidos         | Votos inválidos                                 | 158 589   | 3,37 / 100,00   | 0,70  |               |         |
| Total                   | Total                                           | 4 701 995 | 100,00 / 100,00 |       | 6 672 / 6 672 | 3 225   |
| Eleitorado/Participação | Eleitorado/Participação                         | 7 444 150 | 63,16 / 100,00  | 8,12  |               |         |
| Fonte                   | Fonte                                           | [ 3 ]     | [ 3 ]           | [ 3 ] | [ 3 ]         | [ 3 ]   |

### Assembleias de freguesia
| Partido                 | Partido                                         | Votos     | %               | +/-     | Mandatos        | +/-     |
| ----------------------- | ----------------------------------------------- | --------- | --------------- | ------- | --------------- | ------- |
|                         | Partido Social Democrata                        | 1 584 427 | 32,85 / 100,00  | 17,39   | 13 118 / 31 941 | 3 619   |
|                         | Partido Socialista                              | 1 303 425 | 27,02 / 100,00  | 4,01    | 9 039 / 31 941  | 3 764   |
|                         | Aliança Povo Unido                              | 993 767   | 20,60 / 100,00  | 1,16    | 3 676 / 31 941  | 1 321   |
|                         | Partido do Centro Democrático Social            | 507 499   | 10,52 / 100,00  | 2,78    | 4 531 / 31 941  | 306     |
|                         | Partido Renovador Democrático                   | 164 345   | 3,41 / 100,00   | Novo    | 726 / 31 941    | Novo    |
|                         | Grupos de cidadãos eleitores                    | 67 601    | 1,40 / 100,00   | 0,06    | 797 / 31 941    | 241     |
|                         | União Democrática Popular                       | 28 572    | 0,59 / 100,00   | 0,09    | 26 / 31 941     | 4       |
|                         | Partido Comunista dos Trabalhadores Portugueses | 4 153     | 0,09 / 100,00   | 0,01    | 0 / 31 941      | Estável |
|                         | Partido Popular Monárquico                      | 2 585     | 0,05 / 100,00   | 0,08    | 24 / 31 941     | 75      |
|                         | Partido da Democracia Cristã                    | 1 021     | 0,02 / 100,00   | 0,02    | 4 / 31 941      | 4       |
|                         | Partido Operário de Unidade Socialista          | 792       | 0,02 / 100,00   | Estável | 0 / 31 941      | Estável |
| Votos inválidos         | Votos inválidos                                 | 165 563   | 3,44 / 100,00   | 0,29    |                 |         |
| Total                   | Total                                           | 4 823 750 | 100,00 / 100,00 |         | 31 941 / 31 941 | 9 695   |
| Eleitorado/Participação | Eleitorado/Participação                         | 7 652 786 | 63,52 / 100,00  | 6,07    |                 |         |

## Resultados por distrito ou região autónoma (câmara municipal)

### Região Autónoma dos Açores
| Partido                 | Partido                                         | Votos   | %               | +/-  | Presidentes de CM | +/-     | Vereadores | +/-     |
| ----------------------- | ----------------------------------------------- | ------- | --------------- | ---- | ----------------- | ------- | ---------- | ------- |
|                         | Partido Social Democrata                        | 50 717  | 54,74 / 100,00  | 3,49 | 17 / 19           | Estável | 68 / 105   | 4       |
|                         | Partido Socialista                              | 25 256  | 27,26 / 100,00  | 5,03 | 2 / 19            | 1       | 32 / 105   | 1       |
|                         | Partido do Centro Democrático Social            | 5 099   | 5,50 / 100,00   | 2,18 | 0 / 19            | Estável | 4 / 105    | 1       |
|                         | Partido Renovador Democrático                   | 3 859   | 4,17 / 100,00   | Novo | 0 / 19            | Novo    | 1 / 105    | Novo    |
|                         | Aliança Povo Unido                              | 3 323   | 3,59 / 100,00   | 0,71 | 0 / 19            | Estável | 0 / 105    | Estável |
|                         | União Democrática Popular                       | 532     | 0,57 / 100,00   | 0,43 | 0 / 19            | Estável | 0 / 105    | Estável |
|                         | Partido da Democracia Cristã                    | 263     | 0,28 / 100,00   | -    | 0 / 19            | -       | 0 / 105    | -       |
|                         | Partido Comunista dos Trabalhadores Portugueses | 198     | 0,21 / 100,00   | -    | 0 / 19            | -       | 0 / 105    | -       |
|                         | Partido Popular Monárquico                      | 184     | 0,20 / 100,00   | -    | 0 / 19            | -       | 0 / 105    | -       |
| Votos inválidos         | Votos inválidos                                 | 3 216   | 3,47 / 100,00   | 0,91 |                   |         |            |         |
| Total                   | Total                                           | 92 647  | 100,00 / 100,00 |      | 19 / 19           |         | 105 / 105  |         |
| Eleitorado/Participação | Eleitorado/Participação                         | 172 660 | 53,66 / 100,00  | 9,71 |                   |         |            |         |

### Distrito de Aveiro
| Partido                 | Partido                                         | Votos   | %               | +/-   | Presidentes de CM | +/-     | Vereadores | +/-     |
| ----------------------- | ----------------------------------------------- | ------- | --------------- | ----- | ----------------- | ------- | ---------- | ------- |
|                         | Partido Social Democrata                        | 124 497 | 40,63 / 100,00  | 10,53 | 14 / 19           | 3       | 65 / 133   | 13      |
|                         | Partido do Centro Democrático Social            | 80 246  | 26,19 / 100,00  | 6,43  | 4 / 19            | 2       | 40 / 133   | 13      |
|                         | Partido Socialista                              | 58 320  | 19,03 / 100,00  | 6,21  | 1 / 19            | 1       | 23 / 133   | 8       |
|                         | Aliança Povo Unido                              | 21 540  | 7,03 / 100,00   | 0,96  | 0 / 19            | Estável | 2 / 133    | 3       |
|                         | Partido da Democracia Cristã                    | 5 139   | 1,68 / 100,00   | -     | 0 / 19            | -       | 1 / 133    | -       |
|                         | Partido Renovador Democrático                   | 4 018   | 1,31 / 100,00   | Novo  | 0 / 19            | Novo    | 0 / 133    | Novo    |
|                         | Partido Popular Monárquico                      | 2 615   | 0,85 / 100,00   | 0,15  | 0 / 19            | 1       | 2 / 133    | 1       |
|                         | União Democrática Popular                       | 732     | 0,24 / 100,00   | 0,14  | 0 / 19            | Estável | 0 / 133    | Estável |
|                         | Partido Comunista dos Trabalhadores Portugueses | 171     | 0,06 / 100,00   | 0,05  | 0 / 19            | Estável | 0 / 133    | Estável |
| Votos inválidos         | Votos inválidos                                 | 9 114   | 2,98 / 100,00   | 0,75  |                   |         |            |         |
| Total                   | Total                                           | 306 392 | 100,00 / 100,00 |       | 19 / 19           |         | 133 / 133  | 2       |
| Eleitorado/Participação | Eleitorado/Participação                         | 466 557 | 65,67 / 100,00  | 4,33  |                   |         |            |         |

### Distrito de Beja
| Partido                 | Partido                       | Votos   | %               | +/-  | Presidentes de CM | +/-     | Vereadores | +/-     |
| ----------------------- | ----------------------------- | ------- | --------------- | ---- | ----------------- | ------- | ---------- | ------- |
|                         | Aliança Povo Unido            | 52 880  | 54,34 / 100,00  | 1,17 | 11 / 14           | 2       | 50 / 80    | Estável |
|                         | Partido Socialista            | 26 528  | 27,26 / 100,00  | 3,16 | 1 / 14            | Estável | 21 / 80    | 1       |
|                         | Partido Social Democrata      | 10 432  | 10,72 / 100,00  | 7,46 | 2 / 14            | 2       | 8 / 80     | 5       |
|                         | Partido Renovador Democrático | 2 539   | 2,61 / 100,00   | Novo | 0 / 14            | Novo    | 1 / 80     | Novo    |
|                         | União Democrática Popular     | 1 108   | 1,14 / 100,00   | 0,62 | 0 / 14            | Estável | 0 / 80     | Estável |
| Votos inválidos         | Votos inválidos               | 3 834   | 3,94 / 100,00   | 1,31 |                   |         |            |         |
| Total                   | Total                         | 97 321  | 100,00 / 100,00 |      | 14 / 14           |         | 80 / 80    | 2       |
| Eleitorado/Participação | Eleitorado/Participação       | 150 102 | 64,84 / 100,00  | 8,01 |                   |         |            |         |

### Distrito de Braga
| Partido                 | Partido                                         | Votos   | %               | +/-   | Presidentes de CM | +/-     | Vereadores | +/-     |
| ----------------------- | ----------------------------------------------- | ------- | --------------- | ----- | ----------------- | ------- | ---------- | ------- |
|                         | Partido Social Democrata                        | 139 560 | 37,21 / 100,00  | 20,71 | 5 / 13            | 3       | 42 / 99    | 26      |
|                         | Partido Socialista                              | 134 765 | 35,93 / 100,00  | 1,90  | 4 / 13            | Estável | 34 / 99    | 2       |
|                         | Partido do Centro Democrático Social            | 55 071  | 14,68 / 100,00  | 9,66  | 4 / 13            | 3       | 21 / 99    | 13      |
|                         | Aliança Povo Unido                              | 22 690  | 6,05 / 100,00   | 2,37  | 0 / 13            | Estável | 2 / 99     | 1       |
|                         | Partido Renovador Democrático                   | 11 001  | 2,93 / 100,00   | Novo  | 0 / 13            | Novo    | 0 / 99     | Novo    |
|                         | Partido Comunista dos Trabalhadores Portugueses | 976     | 0,26 / 100,00   | 0,11  | 0 / 13            | Estável | 0 / 99     | Estável |
|                         | União Democrática Popular                       | 508     | 0,14 / 100,00   | 0,01  | 0 / 13            | Estável | 0 / 99     | Estável |
| Votos inválidos         | Votos inválidos                                 | 10 532  | 2,81 / 100,00   | 1,02  |                   |         |            |         |
| Total                   | Total                                           | 375 103 | 100,00 / 100,00 |       | 13 / 13           |         | 99 / 99    | 2       |
| Eleitorado/Participação | Eleitorado/Participação                         | 502 915 | 74,59 / 100,00  | 4,28  |                   |         |            |         |

### Distrito de Bragança
| Partido                 | Partido                              | Votos   | %               | +/-  | Presidentes de CM | +/-     | Vereadores | +/-     |
| ----------------------- | ------------------------------------ | ------- | --------------- | ---- | ----------------- | ------- | ---------- | ------- |
|                         | Partido Social Democrata             | 30 701  | 35,39 / 100,00  | 7,47 | 7 / 12            | 2       | 30 / 72    | 8       |
|                         | Partido do Centro Democrático Social | 25 491  | 29,38 / 100,00  | 4,67 | 3 / 12            | 1       | 21 / 72    | 4       |
|                         | Partido Socialista                   | 20 464  | 23,59 / 100,00  | 0,04 | 2 / 12            | Estável | 20 / 72    | 2       |
|                         | Aliança Povo Unido                   | 3 956   | 4,56 / 100,00   | 0,11 | 0 / 12            | Estável | 0 / 72     | Estável |
|                         | Partido Renovador Democrático        | 2 495   | 2,88 / 100,00   | Novo | 0 / 12            | Novo    | 1 / 72     | Novo    |
| Votos inválidos         | Votos inválidos                      | 3 647   | 4,20 / 100,00   | 1,03 |                   |         |            |         |
| Total                   | Total                                | 86 754  | 100,00 / 100,00 |      | 12 / 12           |         | 72 / 72    |         |
| Eleitorado/Participação | Eleitorado/Participação              | 139 663 | 62,12 / 100,00  | 5,27 |                   |         |            |         |

### Distrito de Castelo Branco
| Partido                 | Partido                                         | Votos   | %               | +/-   | Presidentes de CM | +/-     | Vereadores | +/-     |
| ----------------------- | ----------------------------------------------- | ------- | --------------- | ----- | ----------------- | ------- | ---------- | ------- |
|                         | Partido Social Democrata                        | 54 913  | 45,24 / 100,00  | 37,93 | 6 / 11            | 4       | 36 / 65    | 27      |
|                         | Partido Socialista                              | 27 946  | 23,02 / 100,00  | 4,10  | 3 / 11            | 1       | 19 / 65    | 1       |
|                         | Partido Renovador Democrático                   | 14 170  | 11,67 / 100,00  | Novo  | 1 / 11            | Novo    | 4 / 65     | Novo    |
|                         | Aliança Povo Unido                              | 12 876  | 10,61 / 100,00  | 0,74  | 0 / 11            | Estável | 2 / 65     | 3       |
|                         | Partido do Centro Democrático Social            | 5 014   | 4,13 / 100,00   | 2,53  | 1 / 11            | Estável | 4 / 65     | 3       |
|                         | Partido Comunista dos Trabalhadores Portugueses | 404     | 0,33 / 100,00   | 1,09  | 0 / 11            | Estável | 0 / 65     | Estável |
|                         | União Democrática Popular                       | 356     | 0,29 / 100,00   | -     | 0 / 11            | -       | 0 / 65     | -       |
| Votos inválidos         | Votos inválidos                                 | 5 695   | 4,69 / 100,00   | 1,48  |                   |         |            |         |
| Total                   | Total                                           | 121 374 | 100,00 / 100,00 |       | 11 / 11           |         | 65 / 65    |         |
| Eleitorado/Participação | Eleitorado/Participação                         | 190 567 | 63,69 / 100,00  | 3,69  |                   |         |            |         |

### Distrito de Coimbra
| Partido                 | Partido                                         | Votos   | %               | +/-   | Presidentes de CM | +/-     | Vereadores | +/-     |
| ----------------------- | ----------------------------------------------- | ------- | --------------- | ----- | ----------------- | ------- | ---------- | ------- |
|                         | Partido Social Democrata                        | 81 254  | 39,35 / 100,00  | 27,78 | 11 / 17           | 5       | 57 / 112   | 31      |
|                         | Partido Socialista                              | 72 836  | 35,27 / 100,00  | 7,76  | 6 / 17            | 2       | 44 / 112   | 5       |
|                         | Aliança Povo Unido                              | 20 744  | 10,05 / 100,00  | 0,09  | 0 / 17            | Estável | 4 / 112    | 2       |
|                         | Partido Renovador Democrático                   | 12 179  | 5,90 / 100,00   | Novo  | 0 / 17            | Novo    | 3 / 112    | Novo    |
|                         | Partido do Centro Democrático Social            | 10 607  | 5,14 / 100,00   | 1,25  | 0 / 17            | Estável | 4 / 112    | Estável |
|                         | Partido Comunista dos Trabalhadores Portugueses | 490     | 0,24 / 100,00   | 0,73  | 0 / 17            | Estável | 0 / 112    | Estável |
| Votos inválidos         | Votos inválidos                                 | 8 379   | 4,05 / 100,00   | 0,65  |                   |         |            |         |
| Total                   | Total                                           | 206 849 | 100,00 / 100,00 |       | 17 / 17           |         | 112 / 112  | 5       |
| Eleitorado/Participação | Eleitorado/Participação                         | 348 123 | 59,31 / 100,00  | 6,38  |                   |         |            |         |

### Distrito de Évora
| Partido                 | Partido                       | Votos   | %               | +/-  | Presidentes de CM | +/-  | Vereadores | +/-     |
| ----------------------- | ----------------------------- | ------- | --------------- | ---- | ----------------- | ---- | ---------- | ------- |
|                         | Aliança Povo Unido            | 57 185  | 54,97 / 100,00  | 0,31 | 10 / 14           | 3    | 46 / 76    | 2       |
|                         | Partido Socialista            | 19 671  | 18,91 / 100,00  | 1,90 | 3 / 14            | 2    | 16 / 76    | Estável |
|                         | Partido Social Democrata      | 19 370  | 18,62 / 100,00  | 7,22 | 1 / 14            | 1    | 14 / 76    | 9       |
|                         | Partido Renovador Democrático | 3 994   | 3,84 / 100,00   | Novo | 0 / 14            | Novo | 0 / 76     | Novo    |
| Votos inválidos         | Votos inválidos               | 3 805   | 3,66 / 100,00   | 0,24 |                   |      |            |         |
| Total                   | Total                         | 104 025 | 100,00 / 100,00 |      | 14 / 14           |      | 76 / 76    |         |
| Eleitorado/Participação | Eleitorado/Participação       | 146 766 | 70,88 / 100,00  | 6,03 |                   |      |            |         |

### Distrito de Faro
| Partido                 | Partido                              | Votos   | %               | +/-   | Presidentes de CM | +/-     | Vereadores | +/-     |
| ----------------------- | ------------------------------------ | ------- | --------------- | ----- | ----------------- | ------- | ---------- | ------- |
|                         | Partido Socialista                   | 59 833  | 36,07 / 100,00  | 4,26  | 10 / 16           | 1       | 45 / 100   | 5       |
|                         | Partido Social Democrata             | 54 944  | 33,12 / 100,00  | 15,66 | 4 / 16            | 2       | 34 / 100   | 14      |
|                         | Aliança Povo Unido                   | 31 087  | 18,74 / 100,00  | 1,79  | 2 / 16            | Estável | 17 / 100   | 4       |
|                         | Partido Renovador Democrático        | 12 400  | 7,48 / 100,00   | Novo  | 0 / 16            | Novo    | 4 / 100    | Novo    |
|                         | Partido do Centro Democrático Social | 1 732   | 1,04 / 100,00   | 2,28  | 0 / 16            | Estável | 0 / 100    | 1       |
|                         | União Democrática Popular            | 647     | 0,39 / 100,00   | 0,59  | 0 / 16            | Estável | 0 / 100    | Estável |
| Votos inválidos         | Votos inválidos                      | 5 230   | 3,15 / 100,00   | 0,96  |                   |         |            |         |
| Total                   | Total                                | 165 873 | 100,00 / 100,00 |       | 16 / 16           |         | 100 / 100  |         |
| Eleitorado/Participação | Eleitorado/Participação              | 265 201 | 62,55 / 100,00  | 7,96  |                   |         |            |         |

### Distrito da Guarda
| Partido                 | Partido                                         | Votos   | %               | +/-   | Presidentes de CM | +/-     | Vereadores | +/-     |
| ----------------------- | ----------------------------------------------- | ------- | --------------- | ----- | ----------------- | ------- | ---------- | ------- |
|                         | Partido Social Democrata                        | 40 791  | 36,96 / 100,00  | 15,85 | 8 / 14            | 2       | 40 / 82    | 16      |
|                         | Partido Socialista                              | 34 044  | 30,84 / 100,00  | 3,80  | 4 / 14            | Estável | 20 / 82    | 6       |
|                         | Partido do Centro Democrático Social            | 20 365  | 18,45 / 100,00  | 0,90  | 2 / 14            | 1       | 20 / 82    | 1       |
|                         | Partido Renovador Democrático                   | 5 651   | 5,12 / 100,00   | Novo  | 0 / 14            | Novo    | 2 / 82     | Novo    |
|                         | Aliança Povo Unido                              | 4 344   | 4,25 / 100,00   | 0,68  | 0 / 14            | Estável | 0 / 82     | 1       |
|                         | Partido Comunista dos Trabalhadores Portugueses | 171     | 0,15 / 100,00   | 0,10  | 0 / 14            | Estável | 0 / 82     | Estável |
| Votos inválidos         | Votos inválidos                                 | 4 734   | 4,29 / 100,00   | 1,20  |                   |         |            |         |
| Total                   | Total                                           | 110 375 | 100,00 / 100,00 |       | 14 / 14           |         | 82 / 82    |         |
| Eleitorado/Participação | Eleitorado/Participação                         | 165 758 | 66,59 / 100,00  | 3,46  |                   |         |            |         |

### Distrito de Leiria
| Partido                 | Partido                                         | Votos   | %               | +/-     | Presidentes de CM | +/-     | Vereadores | +/-     |
| ----------------------- | ----------------------------------------------- | ------- | --------------- | ------- | ----------------- | ------- | ---------- | ------- |
|                         | Partido Social Democrata                        | 78 344  | 40,12 / 100,00  | 17,28   | 9 / 16            | 6       | 52 / 104   | 27      |
|                         | Partido Socialista                              | 46 027  | 23,57 / 100,00  | 4,51    | 4 / 16            | 1       | 28 / 104   | 3       |
|                         | Partido do Centro Democrático Social            | 35 013  | 17,93 / 100,00  | 0,81    | 2 / 16            | 2       | 14 / 104   | 3       |
|                         | Aliança Povo Unido                              | 21 282  | 10,90 / 100,00  | 1,13    | 1 / 16            | Estável | 8 / 104    | 2       |
|                         | Partido Renovador Democrático                   | 7 439   | 3,81 / 100,00   | Novo    | 0 / 16            | Novo    | 2 / 104    | Novo    |
|                         | Partido Operário de Unidade Socialista          | 129     | 0,07 / 100,00   | Estável | 0 / 16            | Estável | 0 / 16     | Estável |
|                         | União Democrática Popular                       | 124     | 0,06 / 100,00   | 0,04    | 0 / 16            | Estável | 0 / 104    | Estável |
|                         | Partido Comunista dos Trabalhadores Portugueses | 69      | 0,04 / 100,00   | -       | 0 / 16            | -       | 0 / 104    | -       |
| Votos inválidos         | Votos inválidos                                 | 6 840   | 3,50 / 100,00   | 0,37    |                   |         |            |         |
| Total                   | Total                                           | 195 267 | 100,00 / 100,00 |         | 16 / 16           |         | 104 / 104  | 2       |
| Eleitorado/Participação | Eleitorado/Participação                         | 328 900 | 59,37 / 100,00  | 5,46    |                   |         |            |         |

### Distrito de Lisboa
| Partido                 | Partido                                         | Votos     | %               | +/-   | Presidentes de CM | +/-     | Vereadores | +/-     |
| ----------------------- | ----------------------------------------------- | --------- | --------------- | ----- | ----------------- | ------- | ---------- | ------- |
|                         | Aliança Povo Unido                              | 322 376   | 32,28 / 100,00  | 1,58  | 4 / 15            | 1       | 45 / 135   | 5       |
|                         | Partido Social Democrata                        | 293 627   | 29,40 / 100,00  | 27,21 | 6 / 15            | 5       | 36 / 135   | 31      |
|                         | Partido Socialista                              | 256 690   | 25,70 / 100,00  | 2,85  | 5 / 15            | 1       | 46 / 135   | 1       |
|                         | Partido Renovador Democrático                   | 34 270    | 3,43 / 100,00   | Novo  | 0 / 15            | Novo    | 3 / 135    | Novo    |
|                         | Partido do Centro Democrático Social            | 24 691    | 2,47 / 100,00   | 1,10  | 0 / 15            | Estável | 4 / 135    | 2       |
|                         | Partido Popular Monárquico                      | 20 890    | 2,09 / 100,00   | 2,05  | 0 / 15            | Estável | 1 / 135    | 1       |
|                         | União Democrática Popular                       | 9 492     | 0,95 / 100,00   | 0,22  | 0 / 15            | Estável | 0 / 135    | Estável |
|                         | Partido Comunista dos Trabalhadores Portugueses | 6 136     | 0,61 / 100,00   | 0,01  | 0 / 15            | Estável | 0 / 135    | Estável |
|                         | Partido Operário de Unidade Socialista          | 2 182     | 0,22 / 100,00   | 0,22  | 0 / 15            | Estável | 0 / 135    | Estável |
| Votos inválidos         | Votos inválidos                                 | 28 352    | 2,84 / 100,00   | 0,06  |                   |         |            |         |
| Total                   | Total                                           | 998 706   | 100,00 / 100,00 |       | 15 / 15           |         | 135 / 135  | 2       |
| Eleitorado/Participação | Eleitorado/Participação                         | 1 653 734 | 60,39 / 100,00  | 12,03 |                   |         |            |         |

### Região Autónoma da Madeira
| Partido                 | Partido                                         | Votos   | %               | +/-   | Presidentes de CM | +/-     | Vereadores | +/-     |
| ----------------------- | ----------------------------------------------- | ------- | --------------- | ----- | ----------------- | ------- | ---------- | ------- |
|                         | Partido Social Democrata                        | 62 483  | 62,16 / 100,00  | 5,37  | 11 / 11           | Estável | 52 / 65    | 3       |
|                         | Partido Socialista                              | 12 789  | 12,72 / 100,00  | 9,49  | 0 / 11            | Estável | 4 / 65     | 4       |
|                         | Partido do Centro Democrático Social            | 8 668   | 8,62 / 100,00   | 0,82  | 0 / 11            | Estável | 6 / 65     | 1       |
|                         | União Democrática Popular                       | 6 911   | 6,88 / 100,00   | 1,96  | 0 / 11            | Estável | 3 / 65     | Estável |
|                         | Partido Renovador Democrático                   | 3 149   | 3,13 / 100,00   | Novo  | 0 / 11            | Novo    | 0 / 65     | Novo    |
|                         | Aliança Povo Unido                              | 3 102   | 3,09 / 100,00   | 0,06  | 0 / 11            | Estável | 0 / 65     | Estável |
|                         | Partido Comunista dos Trabalhadores Portugueses | 428     | 0,43 / 100,00   | -     | 0 / 11            | -       | 0 / 65     | -       |
| Votos inválidos         | Votos inválidos                                 | 2 991   | 2,98 / 100,00   | 0,63  |                   |         |            |         |
| Total                   | Total                                           | 100 521 | 100,00 / 100,00 |       | 11 / 11           |         | 65 / 65    |         |
| Eleitorado/Participação | Eleitorado/Participação                         | 174 129 | 57,73 / 100,00  | 10,45 |                   |         |            |         |

### Distrito de Portalegre
| Partido                 | Partido                              | Votos   | %               | +/-   | Presidentes de CM | +/-     | Vereadores | +/-     |
| ----------------------- | ------------------------------------ | ------- | --------------- | ----- | ----------------- | ------- | ---------- | ------- |
|                         | Partido Socialista                   | 26 451  | 31,17 / 100,00  | 3,90  | 8 / 15            | 2       | 31 / 81    | 5       |
|                         | Aliança Povo Unido                   | 25 776  | 30,38 / 100,00  | 0,36  | 3 / 15            | 1       | 25 / 81    | 1       |
|                         | Partido Social Democrata             | 25 046  | 29,52 / 100,00  | 22,43 | 4 / 15            | 3       | 23 / 81    | 18      |
|                         | Partido Renovador Democrático        | 4 351   | 5,13 / 100,00   | Novo  | 0 / 15            | Novo    | 2 / 81     | Novo    |
|                         | Partido do Centro Democrático Social | 394     | 0,46 / 100,00   | 0,36  | 0 / 15            | Estável | 0 / 81     | Estável |
| Votos inválidos         | Votos inválidos                      | 2 829   | 3,33 / 100,00   | 0,92  |                   |         |            |         |
| Total                   | Total                                | 84 847  | 100,00 / 100,00 |       | 15 / 15           |         | 81 / 81    |         |
| Eleitorado/Participação | Eleitorado/Participação              | 117 035 | 72,50 / 100,00  | 2,02  |                   |         |            |         |

### Distrito do Porto
| Partido                 | Partido                                         | Votos     | %               | +/-   | Presidentes de CM | +/-     | Vereadores | +/-     |
| ----------------------- | ----------------------------------------------- | --------- | --------------- | ----- | ----------------- | ------- | ---------- | ------- |
|                         | Partido Social Democrata                        | 271 219   | 35,22 / 100,00  | 19,60 | 6 / 17            | 4       | 57 / 139   | 33      |
|                         | Partido Socialista                              | 260 452   | 33,82 / 100,00  | 4,87  | 8 / 17            | 1       | 54 / 139   | 6       |
|                         | Aliança Povo Unido                              | 90 440    | 11,74 / 100,00  | 2,72  | 0 / 17            | Estável | 9 / 139    | 2       |
|                         | Partido do Centro Democrático Social            | 85 213    | 11,07 / 100,00  | 1,92  | 3 / 17            | Estável | 17 / 139   | 2       |
|                         | Partido Renovador Democrático                   | 39 652    | 5,15 / 100,00   | Novo  | 0 / 17            | Novo    | 2 / 139    | Novo    |
|                         | União Democrática Popular                       | 3 252     | 0,42 / 100,00   | 0,02  | 0 / 17            | Estável | 0 / 139    | Estável |
|                         | Partido Comunista dos Trabalhadores Portugueses | 355       | 0,05 / 100,00   | 0,10  | 0 / 17            | Estável | 0 / 139    | Estável |
|                         | Partido da Democracia Cristã                    | 354       | 0,05 / 100,00   | -     | 0 / 17            | -       | 0 / 139    | -       |
| Votos inválidos         | Votos inválidos                                 | 19 106    | 2,48 / 100,00   | 0,36  |                   |         |            |         |
| Total                   | Total                                           | 770 043   | 100,00 / 100,00 |       | 17 / 17           |         | 139 / 139  | 2       |
| Eleitorado/Participação | Eleitorado/Participação                         | 1 167 067 | 65,98 / 100,00  | 8,77  |                   |         |            |         |

### Distrito de Santarém
| Partido                 | Partido                              | Votos   | %               | +/-   | Presidentes de CM | +/-     | Vereadores | +/-     |
| ----------------------- | ------------------------------------ | ------- | --------------- | ----- | ----------------- | ------- | ---------- | ------- |
|                         | Partido Social Democrata             | 66 225  | 28,48 / 100,00  | 24,74 | 6 / 21            | 5       | 41 / 137   | 36      |
|                         | Partido Socialista                   | 63 900  | 27,48 / 100,00  | 8,75  | 9 / 21            | 1       | 42 / 137   | 10      |
|                         | Aliança Povo Unido                   | 47 888  | 20,59 / 100,00  | 2,29  | 5 / 21            | 1       | 32 / 137   | 2       |
|                         | Partido Renovador Democrático        | 23 824  | 10,25 / 100,00  | Novo  | 1 / 21            | Novo    | 14 / 137   | Novo    |
|                         | Partido do Centro Democrático Social | 19 702  | 8,47 / 100,00   | 5,01  | 0 / 21            | 1       | 7 / 137    | 4       |
|                         | Partido da Democracia Cristã         | 1 907   | 0,82 / 100,00   | -     | 0 / 21            | -       | 1 / 137    | -       |
|                         | União Democrática Popular            | 879     | 0,38 / 100,00   | 0,19  | 0 / 21            | Estável | 0 / 137    | Estável |
| Votos inválidos         | Votos inválidos                      | 8 211   | 3,53 / 100,00   | 0,93  |                   |         |            |         |
| Total                   | Total                                | 232 536 | 100,00 / 100,00 |       | 21 / 21           |         | 137 / 137  | 9       |
| Eleitorado/Participação | Eleitorado/Participação              | 363 551 | 63,96 / 100,00  | 3,59  |                   |         |            |         |

### Distrito de Setúbal
| Partido                 | Partido                                         | Votos   | %               | +/-   | Presidentes de CM | +/-     | Vereadores | +/-     |
| ----------------------- | ----------------------------------------------- | ------- | --------------- | ----- | ----------------- | ------- | ---------- | ------- |
|                         | Aliança Povo Unido                              | 175 327 | 52,80 / 100,00  | 0,95  | 11 / 13           | 2       | 59 / 97    | 5       |
|                         | Partido Socialista                              | 78 334  | 23,59 / 100,00  | 0,54  | 2 / 13            | 2       | 26 / 97    | 4       |
|                         | Partido Social Democrata                        | 36 065  | 10,86 / 100,00  | 3,47  | 0 / 13            | Estável | 7 / 97     | Estável |
|                         | Partido Renovador Democrático                   | 27 009  | 8,13 / 100,00   | Novo  | 0 / 13            | Novo    | 5 / 97     | Novo    |
|                         | União Democrática Popular                       | 3 360   | 1,01 / 100,00   | 0,64  | 0 / 13            | Estável | 0 / 13     | Estável |
|                         | Partido Comunista dos Trabalhadores Portugueses | 1 527   | 0,46 / 100,00   | 0,02  | 0 / 13            | Estável | 0 / 97     | Estável |
| Votos inválidos         | Votos inválidos                                 | 10 407  | 3,13 / 100,00   | 1,33  |                   |         |            |         |
| Total                   | Total                                           | 332 029 | 100,00 / 100,00 |       | 13 / 13           |         | 97 / 97    |         |
| Eleitorado/Participação | Eleitorado/Participação                         | 528 006 | 62,88 / 100,00  | 11,29 |                   |         |            |         |

### Distrito de Viana do Castelo
| Partido                 | Partido                              | Votos   | %               | +/-   | Presidentes de CM | +/-     | Vereadores | +/-     |
| ----------------------- | ------------------------------------ | ------- | --------------- | ----- | ----------------- | ------- | ---------- | ------- |
|                         | Partido Social Democrata             | 54 777  | 41,02 / 100,00  | 32,37 | 6 / 10            | 4       | 36 / 68    | 29      |
|                         | Partido Socialista                   | 27 913  | 20,90 / 100,00  | 1,15  | 3 / 10            | Estável | 19 / 68    | 5       |
|                         | Partido do Centro Democrático Social | 25 122  | 18,81 / 100,00  | 9,33  | 1 / 10            | Estável | 10 / 68    | Estável |
|                         | Aliança Povo Unido                   | 10 439  | 7,82 / 100,00   | 2,07  | 0 / 10            | Estável | 1 / 68     | 2       |
|                         | Partido Renovador Democrático        | 9 682   | 7,25 / 100,00   | Novo  | 0 / 10            | Novo    | 2 / 68     | Novo    |
|                         | União Democrática Popular            | 276     | 0,21 / 100,00   | -     | 0 / 10            | -       | 0 / 68     | -       |
|                         | Partido Popular Monárquico           | 208     | 0,16 / 100,00   | 0,05  | 0 / 10            | Estável | 0 / 68     | Estável |
|                         | Partido da Democracia Cristã         | 200     | 0,15 / 100,00   | -     | 0 / 10            | -       | 0 / 68     | -       |
| Votos inválidos         | Votos inválidos                      | 4 918   | 3,68 / 100,00   | 0,97  |                   |         |            |         |
| Total                   | Total                                | 133 535 | 100,00 / 100,00 |       | 10 / 10           |         | 68 / 68    | 2       |
| Eleitorado/Participação | Eleitorado/Participação              | 195 655 | 68,25 / 100,00  | 2,36  |                   |         |            |         |

### Distrito de Vila Real
| Partido                 | Partido                                         | Votos   | %               | +/-   | Presidentes de CM | +/-     | Vereadores | +/-     |
| ----------------------- | ----------------------------------------------- | ------- | --------------- | ----- | ----------------- | ------- | ---------- | ------- |
|                         | Partido Social Democrata                        | 66 246  | 51,66 / 100,00  | 28,88 | 11 / 14           | 5       | 49 / 84    | 27      |
|                         | Partido Socialista                              | 33 980  | 26,50 / 100,00  | 2,70  | 2 / 14            | 1       | 24 / 84    | 1       |
|                         | Partido do Centro Democrático Social            | 14 974  | 11,68 / 100,00  | 3,11  | 1 / 14            | Estável | 11 / 84    | 2       |
|                         | Aliança Povo Unido                              | 5 762   | 4,49 / 100,00   | 0,87  | 0 / 14            | Estável | 0 / 84     | Estável |
|                         | Partido Renovador Democrático                   | 1 245   | 0,97 / 100,00   | Novo  | 0 / 14            | Novo    | 0 / 84     | Novo    |
|                         | Partido Comunista dos Trabalhadores Portugueses | 350     | 0,27 / 100,00   | -     | 0 / 14            | -       | 0 / 305    | -       |
|                         | União Democrática Popular                       | 179     | 0,14 / 100,00   | 0,30  | 0 / 14            | Estável | 0 / 84     | Estável |
| Votos inválidos         | Votos inválidos                                 | 5 511   | 4,30 / 100,00   | 0,91  |                   |         |            |         |
| Total                   | Total                                           | 128 247 | 100,00 / 100,00 |       | 14 / 14           |         | 84 / 84    |         |
| Eleitorado/Participação | Eleitorado/Participação                         | 195 832 | 65,49 / 100,00  | 3,01  |                   |         |            |         |

### Distrito de Viseu
| Partido                 | Partido                              | Votos   | %               | +/-  | Presidentes de CM | +/-     | Vereadores | +/-     |
| ----------------------- | ------------------------------------ | ------- | --------------- | ---- | ----------------- | ------- | ---------- | ------- |
|                         | Partido Social Democrata             | 88 127  | 41,87 / 100,00  | 6,52 | 15 / 24           | 5       | 75 / 146   | 22      |
|                         | Partido do Centro Democrático Social | 54 189  | 25,75 / 100,00  | 0,57 | 6 / 24            | 2       | 39 / 146   | 1       |
|                         | Partido Socialista                   | 43 830  | 20,82 / 100,00  | 2,22 | 2 / 24            | 1       | 26 / 146   | 7       |
|                         | Aliança Povo Unido                   | 8 855   | 4,21 / 100,00   | 0,01 | 0 / 24            | Estável | 3 / 146    | 3       |
|                         | Partido Renovador Democrático        | 7 198   | 3,42 / 100,00   | Novo | 1 / 24            | Novo    | 3 / 146    | Novo    |
|                         | União Democrática Popular            | 345     | 0,16 / 100,00   | 0,23 | 0 / 24            | Estável | 0 / 146    | Estável |
| Votos inválidos         | Votos inválidos                      | 7 935   | 3,77 / 100,00   | 0,95 |                   |         |            |         |
| Total                   | Total                                | 210 479 | 100,00 / 100,00 |      | 24 / 24           |         | 146 / 146  | 6       |
| Eleitorado/Participação | Eleitorado/Participação              | 321 747 | 65,42           | 2,40 |                   |         |            |         |

## Presidentes eleitos

### Região Autónoma dos Açores
| Concelho               | Partido | Partido                  | Presidente          | %    | Vereadores |
| ---------------------- | ------- | ------------------------ | ------------------- | ---- | ---------- |
| Angra do Heroísmo      |         | Partido Social Democrata | Joaquim da Ponte    | 44,9 | 4 / 7      |
| Calheta                |         | Partido Social Democrata | Luís Serpa          | 73,3 | 4 / 5      |
| Corvo                  |         | Partido Social Democrata | José de Fraga       | 61,4 | 3 / 5      |
| Horta                  |         | Partido Social Democrata | Helberto Dart       | 60,2 | 5 / 7      |
| Lagoa                  |         | Partido Social Democrata | Ângelo Pacheco      | 63,0 | 4 / 5      |
| Lajes das Flores       |         | Partido Social Democrata | Albino Gomes        | 65,8 | 4 / 5      |
| Lajes do Pico          |         | Partido Socialista       | Manuel da Costa     | 50,1 | 3 / 5      |
| Madalena               |         | Partido Social Democrata | Manule Furtado      | 52,4 | 3 / 5      |
| Nordeste               |         | Partido Social Democrata | Eduardo de Medeiros | 66,5 | 4 / 5      |
| Ponta Delgada          |         | Partido Social Democrata | João da Câmara      | 58,7 | 5 / 7      |
| Povoação               |         | Partido Social Democrata | António Ferreira    | 46,7 | 3 / 5      |
| Praia da Vitória       |         | Partido Social Democrata | Thiers da Cunha     | 48,4 | 4 / 7      |
| Ribeira Grande         |         | Partido Social Democrata | Hermano Moita       | 55,8 | 4 / 7      |
| Santa Cruz da Graciosa |         | Partido Social Democrata | Maria Pereira       | 79,1 | 4 / 5      |
| Santa Cruz das Flores  |         | Partido Social Democrata | João de Sousa       | 52,3 | 3 / 5      |
| São Roque do Pico      |         | Partido Social Democrata | António da Costa    | 57,1 | 3 / 5      |
| Velas                  |         | Partido Social Democrata | António Maciel      | 69,4 | 4 / 5      |
| Vila do Porto          |         | Partido Socialista       | José Chaves         | 56,5 | 3 / 5      |
| Vila Franca do Campo   |         | Partido Social Democrata | João de Melo        | 49,8 | 3 / 5      |

### Distrito de Aveiro
| Concelho             | Partido | Partido                              | Presidente         | %    | Vereadores |
| -------------------- | ------- | ------------------------------------ | ------------------ | ---- | ---------- |
| Águeda               |         | Partido Social Democrata             | José Ribeiro       | 35,1 | 3 / 7      |
| Albergaria-a-Velha   |         | Partido do Centro Democrático Social | Rui Marques        | 39,8 | 3 / 7      |
| Anadia               |         | Partido Social Democrata             | Sílvio Cerveira    | 61,5 | 5 / 7      |
| Arouca               |         | Partido Social Democrata             | Joaquim de Almeida | 54,9 | 4 / 7      |
| Aveiro               |         | Partido do Centro Democrático Social | José Pereira       | 52,4 | 5 / 7      |
| Castelo de Paiva     |         | Partido Socialista                   | Antero Vieira      | 56,9 | 4 / 7      |
| Espinho              |         | Partido Social Democrata             | José de Almeida    | 38,3 | 3 / 7      |
| Estarreja            |         | Partido Social Democrata             | Maria Almeida Breu | 38,9 | 3 / 7      |
| Ílhavo               |         | Partido Social Democrata             | Manuel Galante     | 40,6 | 3 / 7      |
| Mealhada             |         | Partido Social Democrata             | Adriano Santiago   | 45,7 | 4 / 7      |
| Murtosa              |         | Partido Social Democrata             | Manuel da Fonseca  | 70,1 | 5 / 5      |
| Oliveira de Azeméis  |         | Partido Social Democrata             | Ramiro Alegria     | 44,1 | 4 / 7      |
| Oliveira do Bairro   |         | Partido Social Democrata             | Alípio Sol         | 46,4 | 4 / 7      |
| Ovar                 |         | Partido Social Democrata             | José da Costa      | 38,1 | 3 / 7      |
| Santa Maria da Feira |         | Partido Social Democrata             | Alfredo Henriques  | 42,6 | 5 / 9      |
| São João da Madeira  |         | Partido do Centro Democrático Social | Manuel Cambra      | 46,4 | 4 / 7      |
| Sever do Vouga       |         | Partido Social Democrata             | Severo de Carvalho | 47,6 | 4 / 7      |
| Vagos                |         | Partido Social Democrata             | João Rocha         | 38,1 | 3 / 7      |
| Vale de Cambra       |         | Partido do Centro Democrático Social | Luís de Pinho      | 41,0 | 3 / 7      |

### Distrito de Beja
| Concelho             | Partido | Partido                  | Presidente          | %    | Vereadores |
| -------------------- | ------- | ------------------------ | ------------------- | ---- | ---------- |
| Aljustrel            |         | Aliança Povo Unido       | António Raposo      | 61,7 | 5 / 7      |
| Almodôvar            |         | Partido Socialista       | António Saleiro     | 55,4 | 4 / 5      |
| Alvito               |         | Partido Social Democrata | Francisco Trindade  | 55,5 | 3 / 5      |
| Barrancos            |         | Aliança Povo Unido       | António Guerra      | 71,9 | 4 / 5      |
| Beja                 |         | Aliança Povo Unido       | José Marques        | 51,1 | 4 / 7      |
| Castro Verde         |         | Aliança Povo Unido       | Fernando Caeiros    | 69,5 | 4 / 5      |
| Cuba                 |         | Aliança Povo Unido       | António São Brás    | 67,9 | 4 / 5      |
| Ferreira do Alentejo |         | Aliança Povo Unido       | José Guerreiro      | 53,6 | 3 / 5      |
| Mértola              |         | Aliança Povo Unido       | Fernando Rosa       | 55,2 | 3 / 5      |
| Moura                |         | Aliança Povo Unido       | António de Oliveira | 46,0 | 4 / 7      |
| Odemira              |         | Aliança Povo Unido       | Justino dos Santos  | 61,7 | 5 / 7      |
| Ourique              |         | Partido Social Democrata | António Semedo      | 52,5 | 3 / 5      |
| Serpa                |         | Aliança Povo Unido       | João Rocha          | 60,5 | 5 / 7      |
| Vidigueira           |         | Aliança Povo Unido       | Carlos Goes         | 66,9 | 4 / 5      |

### Distrito de Braga
| Concelho               | Partido | Partido                              | Presidente          | %    | Vereadores |
| ---------------------- | ------- | ------------------------------------ | ------------------- | ---- | ---------- |
| Amares                 |         | Partido Socialista                   | Tomé de Macedo      | 44,7 | 4 / 7      |
| Barcelos               |         | Partido Social Democrata             | João Machado        | 48,9 | 5 / 9      |
| Braga                  |         | Partido Socialista                   | Mesquita Machado    | 45,0 | 4 / 9      |
| Cabeceiras de Basto    |         | Partido Social Democrata             | Mário Pereira       | 49,8 | 4 / 7      |
| Celorico de Basto      |         | Partido do Centro Democrático Social | João de Almeida     | 50,5 | 4 / 7      |
| Esposende              |         | Partido do Centro Democrático Social | Alexandre Faria     | 49,6 | 4 / 7      |
| Fafe                   |         | Partido Socialista                   | Porfírio Soares     | 54,2 | 4 / 7      |
| Guimarães              |         | Partido Social Democrata             | António Xavier      | 32,7 | 4 / 9      |
| Póvoa de Lanhoso       |         | Partido Social Democrata             | José Portela        | 51,8 | 4 / 7      |
| Terras de Bouro        |         | Partido do Centro Democrático Social | José de Araújo      | 79,9 | 5 / 5      |
| Vieira do Minho        |         | Partido Social Democrata             | João Costa          | 52,3 | 5 / 7      |
| Vila Nova de Famalicão |         | Partido Socialista                   | Agostinho Fernandes | 51,7 | 6 / 9      |
| Vila Verde             |         | Partido do Centro Democrático Social | António Cerqueira   | 44,9 | 4 / 7      |

### Distrito de Bragança
| Concelho                 | Partido | Partido                              | Presidente            | %    | Vereadores |
| ------------------------ | ------- | ------------------------------------ | --------------------- | ---- | ---------- |
| Alfândega da Fé          |         | Partido Social Democrata             | António Rodrigues     | 49,7 | 3 / 5      |
| Bragança                 |         | Partido do Centro Democrático Social | José Pinheiro         | 46,7 | 4 / 7      |
| Carrazeda de Ansiães     |         | Partido do Centro Democrático Social | Mário de Abreu e Lima | 54,7 | 3 / 5      |
| Freixo de Espada à Cinta |         | Partido Social Democrata             | Manuel Silva          | 45,4 | 3 / 5      |
| Macedo de Cavaleiros     |         | Partido Social Democrata             | António Ferreira      | 40,1 | 3 / 7      |
| Miranda do Douro         |         | Partido Social Democrata             | Amândio Gomes         | 47,0 | 3 / 5      |
| Mirandela                |         | Partido Social Democrata             | Marcelo Lago          | 44,9 | 4 / 7      |
| Mogadouro                |         | Partido Social Democrata             | António Costa         | 39,2 | 3 / 7      |
| Torre de Moncorvo        |         | Partido Socialista                   | Fernando Ferreira     | 55,4 | 4 / 7      |
| Vila Flor                |         | Partido Social Democrata             | Alfredo Ramalho       | 41,5 | 2 / 5      |
| Vimioso                  |         | Partido Socialista                   | Luís da Paula Mina    | 45,3 | 3 / 5      |
| Vinhais                  |         | Partido do Centro Democrático Social | Humberto Alves        | 53,0 | 4 / 7      |

### Distrito de Castelo Branco
| Concelho            | Partido | Partido                              | Presidente                | %    | Vereadores |
| ------------------- | ------- | ------------------------------------ | ------------------------- | ---- | ---------- |
| Belmonte            |         | Partido Renovador Democrático        | António de Almeida Garcia | 43,1 | 2 / 5      |
| Castelo Branco      |         | Partido Social Democrata             | César Vila Franca         | 53,8 | 5 / 7      |
| Covilhã             |         | Partido Social Democrata             | Álvaro Ramos              | 31,4 | 2 / 7      |
| Fundão              |         | Partido Social Democrata             | Manuel Ramos              | 40,0 | 4 / 7      |
| Idanha-a-Nova       |         | Partido Socialista                   | Joaquim Dias              | 69,4 | 6 / 7      |
| Oleiros             |         | Partido Social Democrata             | José Marques              | 85,1 | 5 / 5      |
| Penamacor           |         | Partido Socialista                   | Francisco Ribeiro         | 48,6 | 3 / 5      |
| Proença-a-Nova      |         | Partido Social Democrata             | Diamantino André          | 79,3 | 6 / 7      |
| Sertã               |         | Partido Social Democrata             | Ângelo Farinha            | 71,3 | 6 / 7      |
| Vila de Rei         |         | Partido do Centro Democrático Social | José Mendes               | 53,0 | 3 / 5      |
| Vila Velha de Ródão |         | Partido Socialista                   | José Martins              | 42,1 | 3 / 5      |

### Distrito de Coimbra
| Concelho             | Partido | Partido                  | Presidente                 | %    | Vereadores |
| -------------------- | ------- | ------------------------ | -------------------------- | ---- | ---------- |
| Arganil              |         | Partido Social Democrata | José Coimbra               | 53,7 | 4 / 7      |
| Cantanhede           |         | Partido Social Democrata | Albano de Sousa            | 44,1 | 4 / 7      |
| Coimbra              |         | Partido Social Democrata | António dos Santos Moreira | 37,4 | 4 / 11     |
| Condeixa-a-Nova      |         | Partido Socialista       | Belmiro da Costa           | 45,4 | 3 / 7      |
| Figueira da Foz      |         | Partido Socialista       | Manuel de Carvalho         | 37,5 | 3 / 7      |
| Góis                 |         | Partido Socialista       | Augusto Pereira            | 57,8 | 3 / 5      |
| Lousã                |         | Partido Socialista       | Horácio Antunes            | 57,2 | 5 / 7      |
| Mira                 |         | Partido Social Democrata | João Almeida               | 39,4 | 3 / 7      |
| Miranda do Corvo     |         | Partido Social Democrata | Jaime Ramos                | 64,4 | 4 / 5      |
| Montemor-o-Velho     |         | Partido Socialista       | João Correia               | 38,5 | 4 / 7      |
| Oliveira do Hospital |         | Partido Social Democrata | António Saraiva            | 53,6 | 5 / 7      |
| Pampilhosa da Serra  |         | Partido Social Democrata | José de Almeida            | 77,7 | 5 / 5      |
| Penacova             |         | Partido Social Democrata | Manuel Flórido             | 38,8 | 3 / 7      |
| Penela               |         | Partido Social Democrata | Fernando Antunes           | 64,5 | 4 / 5      |
| Soure                |         | Partido Socialista       | Firmino Ramalho            | 55,6 | 5 / 7      |
| Tábua                |         | Partido Social Democrata | António Portugal           | 48,4 | 4 / 7      |
| Vila Nova de Poiares |         | Partido Social Democrata | Jaime Marta Soares         | 62,9 | 4 / 5      |

### Distrito de Évora
| Concelho              | Partido | Partido                  | Presidente         | %    | Vereadores |
| --------------------- | ------- | ------------------------ | ------------------ | ---- | ---------- |
| Alandroal             |         | Aliança Povo Unido       | Inácio Melrinho    | 67,0 | 4 / 5      |
| Arraiolos             |         | Aliança Povo Unido       | Joaquim Miguel     | 68,5 | 4 / 5      |
| Borba                 |         | Partido Socialista       | António Ferreira   | 53,7 | 3 / 5      |
| Estremoz              |         | Partido Socialista       | João Carrapiço     | 49,7 | 4 / 7      |
| Évora                 |         | Aliança Povo Unido       | Abílio Fernandes   | 52,3 | 4 / 7      |
| Montemor-o-Novo       |         | Aliança Povo Unido       | Fernando da Cruz   | 65,5 | 5 / 7      |
| Mora                  |         | Aliança Povo Unido       | João Soares        | 65,7 | 4 / 5      |
| Mourão                |         | Partido Social Democrata | Jerónimo Arranhado | 48,9 | 3 / 5      |
| Portel                |         | Aliança Povo Unido       | José Fialho        | 57,0 | 3 / 5      |
| Redondo               |         | Aliança Povo Unido       | Alfredo Barroso    | 54,0 | 3 / 5      |
| Reguengos de Monsaraz |         | Partido Socialista       | Victor Martelo     | 53,1 | 3 / 5      |
| Vendas Novas          |         | Aliança Povo Unido       | João Ribeiro       | 55,6 | 3 / 5      |
| Viana do Alentejo     |         | Aliança Povo Unido       | Manuel Pro-Mole    | 64,5 | 4 / 5      |
| Vila Viçosa           |         | Aliança Povo Unido       | Miguel Rodrigues   | 50,5 | 3 / 5      |

### Distrito de Faro
| Concelho                   | Partido | Partido                  | Presidente        | %    | Vereadores |
| -------------------------- | ------- | ------------------------ | ----------------- | ---- | ---------- |
| Albufeira                  |         | Partido Socialista       | Xavier Xufre      | 41,2 | 4 / 7      |
| Alcoutim                   |         | Partido Socialista       | Manuel Afonso     | 52,9 | 3 / 5      |
| Aljezur                    |         | Partido Socialista       | João da Silva     | 50,9 | 4 / 5      |
| Castro Marim               |         | Partido Socialista       | José Anacleto     | 42,7 | 2 / 5      |
| Faro                       |         | Partido Social Democrata | João Belo         | 44,2 | 4 / 7      |
| Lagoa                      |         | Partido Social Democrata | Jacinto Correia   | 40,3 | 3 / 7      |
| Lagos                      |         | Partido Socialista       | José Baptista     | 32,8 | 3 / 7      |
| Loulé                      |         | Partido Social Democrata | José Cavaco       | 52,3 | 5 / 7      |
| Monchique                  |         | Partido Socialista       | Carlos Tuta       | 67,0 | 4 / 5      |
| Olhão                      |         | Partido Socialista       | João Bonança      | 44,0 | 4 / 7      |
| Portimão                   |         | Partido Socialista       | Martim Gracias    | 52,0 | 4 / 7      |
| São Brás de Alportel       |         | Partido Social Democrata | António Bica      | 58,6 | 3 / 5      |
| Silves                     |         | Aliança Povo Unido       | José Viola        | 42,6 | 4 / 7      |
| Tavira                     |         | Partido Socialista       | Joaquim Anastácio | 47,8 | 4 / 7      |
| Vila do Bispo              |         | Aliança Povo Unido       | José Rodrigues    | 35,8 | 2 / 5      |
| Vila Real de Santo António |         | Partido Socialista       | António Murta     | 48,4 | 4 / 7      |

### Distrito da Guarda
| Concelho                    | Partido | Partido                              | Presidente             | %    | Vereadores |
| --------------------------- | ------- | ------------------------------------ | ---------------------- | ---- | ---------- |
| Aguiar da Beira             |         | Partido do Centro Democrático Social | Joaquim de Lacerda     | 48,8 | 3 / 5      |
| Almeida                     |         | Partido Social Democrata             | José de Andrade        | 44,3 | 3 / 5      |
| Celorico da Beira           |         | Partido Social Democrata             | Carlos de Almeida      | 59,1 | 3 / 5      |
| Figueira de Castelo Rodrigo |         | Partido Social Democrata             | Francisco Martins      | 58,4 | 4 / 5      |
| Fornos de Algodres          |         | Partido Social Democrata             | José da Costa Felício  | 47,7 | 3 / 5      |
| Gouveia                     |         | Partido Socialista                   | António Pacheco        | 47,7 | 4 / 7      |
| Guarda                      |         | Partido Socialista                   | Abílio Curto           | 52,4 | 4 / 7      |
| Manteigas                   |         | Partido Socialista                   | Albino Leitão          | 72,4 | 4 / 5      |
| Mêda                        |         | Partido Social Democrata             | João Pinto             | 43,3 | 2 / 5      |
| Pinhel                      |         | Partido Social Democrata             | Amadeu de Andrade Poço | 36,2 | 3 / 7      |
| Sabugal                     |         | Partido do Centro Democrático Social | Joaquim Portas         | 36,9 | 3 / 7      |
| Seia                        |         | Partido Socialista                   | Jorge Correia          | 51,4 | 4 / 7      |
| Trancoso                    |         | Partido Social Democrata             | Júlio Sarmento         | 44,4 | 4 / 7      |
| Vila Nova de Foz Coa        |         | Partido Social Democrata             | António Gouveia        | 43,6 | 3 / 5      |

### Distrito de Leiria
| Concelho            | Partido | Partido                              | Presidente            | %    | Vereadores |
| ------------------- | ------- | ------------------------------------ | --------------------- | ---- | ---------- |
| Alcobaça            |         | Partido Social Democrata             | Joaquim Coelho        | 64,9 | 5 / 7      |
| Alvaiázere          |         | Partido Social Democrata             | Álvaro Simões         | 54,8 | 3 / 5      |
| Ansião              |         | Partido Social Democrata             | Manuel Marques        | 64,8 | 6 / 7      |
| Batalha             |         | Partido Social Democrata             | Francisco Coutinho    | 60,5 | 5 / 7      |
| Bombarral           |         | Partido do Centro Democrático Social | José Guilherme        | 36,2 | 3 / 7      |
| Caldas da Rainha    |         | Partido Social Democrata             | Fernando da Costa     | 46,4 | 4 / 7      |
| Castanheira de Pera |         | Partido Socialista                   | Júlio Henriques       | 67,5 | 4 / 5      |
| Figueiró dos Vinhos |         | Partido Social Democrata             | José de Abreu         | 59,5 | 4 / 5      |
| Leiria              |         | Partido do Centro Democrático Social | Afonso Proença        | 45,0 | 5 / 9      |
| Marinha Grande      |         | Aliança Povo Unido                   | Emílio Rato           | 52,0 | 4 / 7      |
| Nazaré              |         | Partido Socialista                   | Luís Monterroso       | 43,1 | 3 / 7      |
| Óbidos              |         | Partido Socialista                   | José Júnior           | 57,2 | 3 / 5      |
| Pedrógão Grande     |         | Partido Social Democrata             | Manuel Coelho         | 65,2 | 4 / 5      |
| Peniche             |         | Partido Social Democrata             | João Augusto Barradas | 39,0 | 3 / 7      |
| Pombal              |         | Partido Socialista                   | Guilherme dos Santos  | 51,2 | 4 / 7      |
| Porto de Mós        |         | Partido Social Democrata             | José Afonso           | 47,2 | 4 / 7      |

### Distrito de Lisboa
| Concelho               | Partido | Partido                  | Presidente           | %    | Vereadores |
| ---------------------- | ------- | ------------------------ | -------------------- | ---- | ---------- |
| Alenquer               |         | Partido Socialista       | Álvaro Pedro         | 52,4 | 4 / 7      |
| Amadora                |         | Aliança Povo Unido       | Orlando de Almeida   | 47,7 | 6 / 11     |
| Arruda dos Vinhos      |         | Partido Socialista       | Mário Carvalho       | 44,6 | 3 / 5      |
| Azambuja               |         | Partido Socialista       | João Benavente       | 48,4 | 4 / 7      |
| Cadaval                |         | Partido Social Democrata | João Correia         | 47,1 | 4 / 7      |
| Cascais                |         | Partido Social Democrata | Georges Dargent      | 41,7 | 5 / 11     |
| Lisboa                 |         | Partido Social Democrata | Nuno Krus Abecasis   | 44,8 | 8 / 17     |
| Loures                 |         | Aliança Povo Unido       | Severiano Falcão     | 47,4 | 6 / 11     |
| Lourinhã               |         | Partido Socialista       | José Manuel Custódio | 63,2 | 5 / 7      |
| Mafra                  |         | Partido Social Democrata | José dos Santos      | 38,5 | 3 / 7      |
| Oeiras                 |         | Partido Social Democrata | Isaltino Morais      | 44,4 | 5 / 11     |
| Sintra                 |         | Partido Social Democrata | Fernando de Carvalho | 32,3 | 4 / 11     |
| Sobral de Monte Agraço |         | Aliança Povo Unido       | António Bogalho      | 71,0 | 4 / 5      |
| Torres Vedras          |         | Partido Socialista       | José de Carvalho     | 40,5 | 4 / 9      |
| Vila Franca de Xira    |         | Aliança Povo Unido       | Daniel Branco        | 49,7 | 5 / 9      |

### Região Autónoma da Madeira
| Concelho        | Partido | Partido                  | Presidente         | %    | Vereadores |
| --------------- | ------- | ------------------------ | ------------------ | ---- | ---------- |
| Calheta         |         | Partido Social Democrata | Manuel Leça        | 67,7 | 4 / 5      |
| Câmara de Lobos |         | Partido Social Democrata | Gabriel de Ornelos | 78,3 | 7 / 7      |
| Funchal         |         | Partido Social Democrata | João Dantas        | 56,6 | 7 / 9      |
| Machico         |         | Partido Social Democrata | Jorge de Sousa     | 49,4 | 4 / 7      |
| Ponta do Sol    |         | Partido Social Democrata | José Pita          | 74,4 | 5 / 5      |
| Porto Moniz     |         | Partido Social Democrata | Manuel de Castro   | 68,1 | 4 / 5      |
| Porto Santo     |         | Partido Social Democrata | Jorge Nogueira     | 65,7 | 4 / 5      |
| Ribeira Brava   |         | Partido Social Democrata | Luís Mendes        | 76,2 | 5 / 5      |
| Santa Cruz      |         | Partido Social Democrata | Luís Rodrigues     | 70,6 | 6 / 7      |
| Santana         |         | Partido Social Democrata | Luís de Freitas    | 58,1 | 3 / 5      |
| São Vicente     |         | Partido Social Democrata | Gabriel Esmeraldo  | 51,6 | 3 / 5      |

### Distrito de Portalegre
| Concelho        | Partido | Partido                  | Presidente         | %    | Vereadores |
| --------------- | ------- | ------------------------ | ------------------ | ---- | ---------- |
| Alter do Chão   |         | Partido Socialista       | João Pista         | 35,7 | 2 / 5      |
| Arronches       |         | Partido Socialista       | Miguel Lagarto     | 43,2 | 2 / 5      |
| Avis            |         | Aliança Povo Unido       | António Bartolomeu | 67,5 | 4 / 5      |
| Campo Maior     |         | Partido Socialista       | Rui Nabeiro        | 54,5 | 3 / 5      |
| Castelo de Vide |         | Partido Socialista       | Carolino Tapadejo  | 76,8 | 4 / 5      |
| Crato           |         | Partido Socialista       | António Leitão     | 49,7 | 3 / 5      |
| Elvas           |         | Partido Social Democrata | João Carpinteiro   | 46,6 | 4 / 7      |
| Fronteira       |         | Partido Social Democrata | Jerónimo Simão     | 44,2 | 2 / 5      |
| Gavião          |         | Partido Socialista       | Jaime Estorninho   | 58,3 | 4 / 5      |
| Marvão          |         | Partido Social Democrata | António Andrade    | 58,0 | 4 / 5      |
| Monforte        |         | Partido Socialista       | António Canoa      | 47,8 | 3 / 5      |
| Nisa            |         | Aliança Povo Unido       | José Basso         | 49,5 | 3 / 5      |
| Ponte de Sor    |         | Aliança Povo Unido       | José Amante        | 58,3 | 4 / 7      |
| Portalegre      |         | Partido Socialista       | Rui Simplício      | 41,5 | 4 / 7      |
| Sousel          |         | Partido Social Democrata | Artur Pereira      | 57,2 | 3 / 5      |

### Distrito do Porto
| Concelho           | Partido | Partido                              | Presidente              | %    | Vereadores |
| ------------------ | ------- | ------------------------------------ | ----------------------- | ---- | ---------- |
| Amarante           |         | Partido Social Democrata             | Joaquim Teixeira        | 45,3 | 4 / 7      |
| Baião              |         | Partido Socialista                   | Artur Borges            | 52,8 | 4 / 7      |
| Felgueiras         |         | Partido Socialista                   | Júlio Faria             | 49,8 | 4 / 7      |
| Gondomar           |         | Partido Socialista                   | Manuel das Neves        | 36,2 | 4 / 9      |
| Lousada            |         | Partido Social Democrata             | Amílcar Neto            | 54,3 | 4 / 7      |
| Maia               |         | Partido Social Democrata             | José Vieira de Carvalho | 60,5 | 6 / 9      |
| Marco de Canaveses |         | Partido do Centro Democrático Social | Avelino Ferreira Torres | 57,5 | 5 / 7      |
| Matosinhos         |         | Partido Socialista                   | Narciso Miranda         | 46,9 | 6 / 11     |
| Paços de Ferreira  |         | Partido Social Democrata             | Fernando de Vasconcelos | 61,1 | 5 / 7      |
| Paredes            |         | Partido do Centro Democrático Social | Jorge Malheiro          | 45,4 | 4 / 7      |
| Penafiel           |         | Partido Socialista                   | António do Fundo        | 50,2 | 4 / 7      |
| Porto              |         | Partido Social Democrata             | Fernando Cabral         | 36,1 | 5 / 13     |
| Póvoa de Varzim    |         | Partido do Centro Democrático Social | Manuel da Silva         | 54,0 | 4 / 7      |
| Santo Tirso        |         | Partido Socialista                   | Joaquim Couto           | 44,4 | 5 / 9      |
| Valongo            |         | Partido Socialista                   | João Dias               | 41,7 | 3 / 7      |
| Vila do Conde      |         | Partido Socialista                   | Mário de Almeida        | 58,7 | 5 / 7      |
| Vila Nova de Gaia  |         | Partido Social Democrata             | Mário Simões            | 34,3 | 4 / 11     |

### Distrito de Santarém
| Concelho               | Partido | Partido                       | Presidente        | %    | Vereadores |
| ---------------------- | ------- | ----------------------------- | ----------------- | ---- | ---------- |
| Abrantes               |         | Partido Socialista            | José de Jesus     | 38,6 | 3 / 7      |
| Alcanena               |         | Partido Socialista            | Carlos Cunha      | 33,2 | 3 / 7      |
| Almeirim               |         | Partido Renovador Democrático | Alfredo Calado    | 35,0 | 3 / 7      |
| Alpiarça               |         | Aliança Povo Unido            | Armindo Pinhão    | 66,7 | 4 / 5      |
| Benavente              |         | Aliança Povo Unido            | António Ganhão    | 68,7 | 5 / 7      |
| Cartaxo                |         | Partido Socialista            | Renato Campos     | 40,3 | 3 / 7      |
| Chamusca               |         | Aliança Povo Unido            | Sérgio Carrilho   | 66,2 | 5 / 7      |
| Constância             |         | Aliança Povo Unido            | António Mendes    | 39,1 | 2 / 5      |
| Coruche                |         | Aliança Povo Unido            | António Teles     | 54,4 | 4 / 7      |
| Entroncamento          |         | Partido Socialista            | José da Cunha     | 36,1 | 3 / 7      |
| Ferreira do Zêzere     |         | Partido Social Democrata      | António Antunes   | 72,5 | 5 / 5      |
| Golegã                 |         | Partido Socialista            | José Godinho      | 50,1 | 3 / 5      |
| Mação                  |         | Partido Social Democrata      |                   | 71,1 | 6 / 7      |
| Ourém                  |         | Partido Social Democrata      | Mário Albuquerque | 37,6 | 3 / 7      |
| Rio Maior              |         | Partido Socialista            | Silvino Sequeira  | 47,7 | 4 / 7      |
| Salvaterra de Magos    |         | Partido Socialista            | António Moreira   | 55,5 | 5 / 7      |
| Santarém               |         | Partido Socialista            | Ladislau Botas    | 39,1 | 4 / 9      |
| Sardoal                |         | Partido Socialista            | Maria Chambel     | 64,9 | 4 / 5      |
| Tomar                  |         | Partido Social Democrata      | José da Graça     | 33,3 | 3 / 7      |
| Torres Novas           |         | Partido Social Democrata      | Casimiro Pereira  | 36,5 | 3 / 7      |
| Vila Nova da Barquinha |         | Partido Social Democrata      | Vítor da Silva    | 45,6 | 3 / 5      |

### Distrito de Setúbal
| Concelho          | Partido | Partido            | Presidente           | %    | Vereadores |
| ----------------- | ------- | ------------------ | -------------------- | ---- | ---------- |
| Alcácer do Sal    |         | Aliança Povo Unido | Gracieta Baião       | 59,0 | 5 / 7      |
| Alcochete         |         | Aliança Povo Unido | Miguel Boieiro       | 57,9 | 3 / 5      |
| Almada            |         | Aliança Povo Unido | José Vieira          | 49,5 | 6 / 11     |
| Barreiro          |         | Aliança Povo Unido | Hélder Madeira       | 58,0 | 6 / 9      |
| Grândola          |         | Aliança Povo Unido | António Mendes       | 67,4 | 5 / 7      |
| Moita             |         | Aliança Povo Unido | José Pereira         | 61,3 | 5 / 7      |
| Montijo           |         | Partido Socialista | João Jaleco          | 48,7 | 4 / 7      |
| Palmela           |         | Aliança Povo Unido | António da Costa     | 53,4 | 4 / 7      |
| Santiago do Cacém |         | Aliança Povo Unido | Sérgio Martins       | 49,9 | 4 / 7      |
| Seixal            |         | Aliança Povo Unido | Eufrázio José        | 61,1 | 6 / 9      |
| Sesimbra          |         | Aliança Povo Unido | Ezequiel Lino        | 54,9 | 4 / 7      |
| Setúbal           |         | Partido Socialista | Manuel Cáceres       | 42,1 | 4 / 9      |
| Sines             |         | Aliança Povo Unido | Francisco do Pacheco | 64,2 | 4 / 5      |

### Distrito de Viana do Castelo
| Concelho              | Partido | Partido                              | Presidente           | %    | Vereadores |
| --------------------- | ------- | ------------------------------------ | -------------------- | ---- | ---------- |
| Arcos de Valdevez     |         | Partido Social Democrata             | Américo de Sequeira  | 51,8 | 5 / 7      |
| Caminha               |         | Partido Socialista                   | José Guerreiro       | 49,2 | 4 / 7      |
| Melgaço               |         | Partido Socialista                   | António Solheiro     | 69,2 | 5 / 7      |
| Monção                |         | Partido Social Democrata             | Joaquim de Magalhães | 41,4 | 4 / 7      |
| Paredes de Coura      |         | Partido Socialista                   | José Guerreiro       | 47,1 | 3 / 5      |
| Ponte da Barca        |         | Partido Social Democrata             | Gastão Guimarães     | 49,3 | 4 / 7      |
| Ponte de Lima         |         | Partido do Centro Democrático Social | Francisco de Lima    | 42,6 | 3 / 7      |
| Valença               |         | Partido Social Democrata             |                      | 64,2 | 5 / 7      |
| Viana do Castelo      |         | Partido Social Democrata             | Manuel de Araújo     | 36,0 | 4 / 9      |
| Vila Nova de Cerveira |         | Partido Social Democrata             | Germano Cantinho     | 62,1 | 4 / 5      |

### Distrito de Vila Real
| Concelho                 | Partido | Partido                              | Presidente              | %    | Vereadores |
| ------------------------ | ------- | ------------------------------------ | ----------------------- | ---- | ---------- |
| Alijó                    |         | Partido Social Democrata             | Aníbal Ferreira         | 47,7 | 4 / 7      |
| Boticas                  |         | Partido Social Democrata             | José de Sousa Fernandes | 53,4 | 3 / 5      |
| Chaves                   |         | Partido Social Democrata             | Manuel Teixeira         | 64,0 | 6 / 7      |
| Mesão Frio               |         | Partido Social Democrata             | António da Silva        | 59,9 | 3 / 5      |
| Mondim de Basto          |         | Partido do Centro Democrático Social | Fernando de Moura       | 64,8 | 4 / 5      |
| Montalegre               |         | Partido Social Democrata             | José de Moura           | 45,7 | 4 / 7      |
| Murça                    |         | Partido Social Democrata             | Belmiro Vilela          | 59,4 | 3 / 5      |
| Peso da Régua            |         | Partido Socialista                   | António Júnior          | 49,2 | 4 / 7      |
| Ribeira de Pena          |         | Partido Social Democrata             | João Pereira            | 54,9 | 3 / 5      |
| Sabrosa                  |         | Partido Social Democrata             | José de Araújo          | 51,4 | 3 / 5      |
| Santa Marta de Penaguião |         | Partido Socialista                   | Artur Vaz               | 42,1 | 3 / 5      |
| Valpaços                 |         | Partido Social Democrata             | Francisco Tavares       | 49,6 | 4 / 7      |
| Vila Pouca de Aguiar     |         | Partido Social Democrata             | António Gil             | 55,2 | 5 / 7      |
| Vila Real                |         | Partido Social Democrata             | Armando Moreira         | 54,6 | 5 / 7      |

### Distrito de Viseu
| Concelho              | Partido | Partido                              | Presidente          | %    | Vereadores |
| --------------------- | ------- | ------------------------------------ | ------------------- | ---- | ---------- |
| Armamar               |         | Partido Social Democrata             | Amâncio de Carvalho | 54,3 | 3 / 5      |
| Carregal do Sal       |         | Partido Social Democrata             | Artur da Silva      | 54,5 | 4 / 5      |
| Castro Daire          |         | Partido Social Democrata             | César Santos        | 54,0 | 5 / 7      |
| Cinfães               |         | Partido Socialista                   | Américo Gonçalves   | 40,6 | 3 / 7      |
| Lamego                |         | Partido Renovador Democrático        | António Ferreira    | 31,4 | 3 / 7      |
| Mangualde             |         | Partido Socialista                   | Mário Lopes         | 51,0 | 4 / 7      |
| Moimenta da Beira     |         | Partido do Centro Democrático Social | Alexandre Cardia    | 49,1 | 3 / 5      |
| Mortágua              |         | Partido Social Democrata             | Bráulio de Sousa    | 56,7 | 3 / 5      |
| Nelas                 |         | Partido Social Democrata             | José de Almeida     | 36,7 | 3 / 7      |
| Oliveira de Frades    |         | Partido Social Democrata             | João Maia           | 44,0 | 3 / 5      |
| Penalva do Castelo    |         | Partido Social Democrata             | Leonídio Monteiro   | 43,4 | 2 / 5      |
| Penedono              |         | Partido Social Democrata             | João de Carvalho    | 42,2 | 3 / 5      |
| Resende               |         | Partido Social Democrata             | Albino de Matos     | 64,0 | 6 / 7      |
| Santa Comba Dão       |         | Partido Social Democrata             | Daniel dos Santos   | 50,9 | 4 / 7      |
| São João da Pesqueira |         | Partido Social Democrata             | João Costa          | 60,1 | 4 / 5      |
| São Pedro do Sul      |         | Partido Social Democrata             | Manuel Martins      | 46,8 | 3 / 7      |
| Sátão                 |         | Partido do Centro Democrático Social | Luís Cabral         | 55,9 | 5 / 7      |
| Sernancelhe           |         | Partido do Centro Democrático Social | Franclim Silva      | 56,6 | 3 / 5      |
| Tabuaço               |         | Partido do Centro Democrático Social | António Resende     | 49,3 | 3 / 5      |
| Tarouca               |         | Partido Social Democrata             | Ananias Santos      | 42,1 | 3 / 5      |
| Tondela               |         | Partido Social Democrata             | Luís Riquito        | 45,9 | 4 / 7      |
| Vila Nova de Paiva    |         | Partido do Centro Democrático Social | Avantino Beleza     | 46,5 | 3 / 5      |
| Viseu                 |         | Partido do Centro Democrático Social | Manuel Carrilho     | 38,0 | 4 / 9      |
| Vouzela               |         | Partido Social Democrata             | Augusto Guimarães   | 43,8 | 3 / 7      |

| Eleições autárquicas portuguesas de 1985 Distritos: Aveiro \| Beja \| Braga \| Bragança \| Castelo Branco \| Coimbra \| Évora \| Faro \| Guarda \| Leiria \| Lisboa \| Portalegre \| Porto \| Santarém \| Setúbal \| Viana do Castelo \| Vila Real \| Viseu \| Açores \| Madeira |

## Câmaras que mudaram de partido
| Concelho                     | 1982–1985          | 1982–1985                                                         | 1985–1989          | 1985–1989                            |
| Concelho                     | Partido            | Partido                                                           | Partido            | Partido                              |
| Distrito de Aveiro           | Distrito de Aveiro | Distrito de Aveiro                                                | Distrito de Aveiro | Distrito de Aveiro                   |
| ---------------------------- | ------------------ | ----------------------------------------------------------------- | ------------------ | ------------------------------------ |
| Albergaria-a-Velha           |                    | Partido Social Democrata                                          |                    | Partido do Centro Democrático Social |
| Espinho                      |                    | Partido Socialista-União da Esquerda para a Democracia Socialista |                    | Partido Social Democrata             |
| Mealhada                     |                    | Partido Socialista                                                |                    | Partido Social Democrata             |
| Santa Maria da Feira         |                    | Aliança Democrática                                               |                    | Partido Social Democrata             |
| São João da Madeira          |                    | Aliança Democrática                                               |                    | Partido do Centro Democrático Social |
| Vagos                        |                    | Partido Popular Monárquico                                        |                    | Partido Social Democrata             |
| Distrito de Beja             |                    |                                                                   |                    |                                      |
| Alvito                       |                    | Aliança Povo Unido                                                |                    | Partido Social Democrata             |
| Ourique                      |                    | Aliança Povo Unido                                                |                    | Partido Social Democrata             |
| Distrito de Braga            |                    |                                                                   |                    |                                      |
| Amares                       |                    | Aliança Democrática                                               |                    | Partido Socialista                   |
| Cabeceiras de Basto          |                    | Aliança Democrática                                               |                    | Partido Social Democrata             |
| Celorico de Basto            |                    | Aliança Democrática                                               |                    | Partido do Centro Democrático Social |
| Guimarães                    |                    | Partido Socialista                                                |                    | Partido Social Democrata             |
| Terras de Bouro              |                    | Aliança Democrática                                               |                    | Partido do Centro Democrático Social |
| Vieira do Minho              |                    | Aliança Democrática                                               |                    | Partido Social Democrata             |
| Vila Verde                   |                    | Aliança Democrática                                               |                    | Partido do Centro Democrático Social |
| Distrito de Bragança         |                    |                                                                   |                    |                                      |
| Carrazeda de Ansiães         |                    | Aliança Democrática                                               |                    | Partido do Centro Democrático Social |
| Freixo de Espada à Cinta     |                    | Aliança Democrática                                               |                    | Partido Social Democrata             |
| Miranda do Douro             |                    | Partido Socialista                                                |                    | Partido Social Democrata             |
| Torre de Moncorvo            |                    | Aliança Democrática                                               |                    | Partido Socialista                   |
| Distrito de Castelo Branco   |                    |                                                                   |                    |                                      |
| Belmonte                     |                    | Aliança Democrática                                               |                    | Partido Renovador Democrático        |
| Castelo Branco               |                    | Aliança Democrática                                               |                    | Partido Social Democrata             |
| Covilhã                      |                    | Partido Socialista                                                |                    | Partido Social Democrata             |
| Fundão                       |                    | Aliança Democrática                                               |                    | Partido Social Democrata             |
| Proença-a-Nova               |                    | Partido do Centro Democrático Social                              |                    | Partido Social Democrata             |
| Vila de Rei                  |                    | Aliança Democrática                                               |                    | Partido do Centro Democrático Social |
| Distrito de Coimbra          |                    |                                                                   |                    |                                      |
| Arganil                      |                    | Aliança Democrática                                               |                    | Partido Social Democrata             |
| Coimbra                      |                    | Partido Socialista                                                |                    | Partido Social Democrata             |
| Miranda do Corvo             |                    | Aliança Democrática                                               |                    | Partido Social Democrata             |
| Oliveira do Hospital         |                    | Aliança Democrática                                               |                    | Partido Social Democrata             |
| Penacova                     |                    | Partido Socialista                                                |                    | Partido Social Democrata             |
| Distrito de Évora            |                    |                                                                   |                    |                                      |
| Borba                        |                    | Aliança Povo Unido                                                |                    | Partido Socialista                   |
| Estremoz                     |                    | Aliança Povo Unido                                                |                    | Partido Socialista                   |
| Mourão                       |                    | Aliança Povo Unido                                                |                    | Partido Social Democrata             |
| Distrito de Faro             |                    |                                                                   |                    |                                      |
| Faro                         |                    | Aliança Democrática                                               |                    | Partido Social Democrata             |
| Lagoa                        |                    | Partido Socialista                                                |                    | Partido Social Democrata             |
| Silves                       |                    | Partido Socialista                                                |                    | Aliança Povo Unido                   |
| Vila Real de Santo António   |                    | Aliança Povo Unido                                                |                    | Partido Socialista                   |
| Distrito da Guarda           |                    |                                                                   |                    |                                      |
| Almeida                      |                    | Aliança Democrática                                               |                    | Partido Social Democrata             |
| Mêda                         |                    | Partido do Centro Democrático Social                              |                    | Partido Social Democrata             |
| Pinhel                       |                    | Partido do Centro Democrático Social                              |                    | Partido Social Democrata             |
| Sabugal                      |                    | Partido Social Democrata                                          |                    | Partido do Centro Democrático Social |
| Distrito de Leiria           |                    |                                                                   |                    |                                      |
| Alcobaça                     |                    | Aliança Democrática                                               |                    | Partido Social Democrata             |
| Alvaiázere                   |                    | Partido do Centro Democrático Social                              |                    | Partido Social Democrata             |
| Ansião                       |                    | Aliança Democrática                                               |                    | Partido Social Democrata             |
| Caldas da Rainha             |                    | Partido do Centro Democrático Social                              |                    | Partido Social Democrata             |
| Peniche                      |                    | Partido Socialista                                                |                    | Partido Social Democrata             |
| Porto de Mós                 |                    | Aliança Democrática                                               |                    | Partido Social Democrata             |
| Distrito de Lisboa           |                    |                                                                   |                    |                                      |
| Azambuja                     |                    | Aliança Povo Unido                                                |                    | Partido Socialista                   |
| Cadaval                      |                    | Aliança Democrática                                               |                    | Partido Social Democrata             |
| Lisboa                       |                    | Aliança Democrática                                               |                    | Partido Social Democrata             |
| Mafra                        |                    | Aliança Democrática                                               |                    | Partido Social Democrata             |
| Oeiras                       |                    | Aliança Democrática                                               |                    | Partido Social Democrata             |
| Sintra                       |                    | Aliança Democrática                                               |                    | Partido Social Democrata             |
| Distrito de Portalegre       |                    |                                                                   |                    |                                      |
| Elvas                        |                    | Aliança Povo Unido                                                |                    | Partido Social Democrata             |
| Fronteira                    |                    | Partido Socialista                                                |                    | Partido Social Democrata             |
| Marvão                       |                    | Partido Socialista                                                |                    | Partido Social Democrata             |
| Distrito do Porto            |                    |                                                                   |                    |                                      |
| Lousada                      |                    | Aliança Democrática                                               |                    | Partido Social Democrata             |
| Maia                         |                    | Aliança Democrática                                               |                    | Partido Social Democrata             |
| Porto                        |                    | Aliança Democrática                                               |                    | Partido Social Democrata             |
| Vila Nova de Gaia            |                    | Partido Socialista                                                |                    | Partido Social Democrata             |
| Distrito de Santarém         |                    |                                                                   |                    |                                      |
| Almeirim                     |                    | Partido Socialista                                                |                    | Partido Renovador Democrático        |
| Constância                   |                    | Partido Social Democrata                                          |                    | Aliança Povo Unido                   |
| Ferreira do Zêzere           |                    | Aliança Democrática                                               |                    | Partido Social Democrata             |
| Mação                        |                    | Aliança Democrática                                               |                    | Partido Social Democrata             |
| Ourém                        |                    | Partido do Centro Democrático Social                              |                    | Partido Social Democrata             |
| Rio Maior                    |                    | Aliança Democrática                                               |                    | Partido Socialista                   |
| Tomar                        |                    | Aliança Democrática                                               |                    | Partido Social Democrata             |
| Torres Novas                 |                    | Aliança Democrática                                               |                    | Partido Social Democrata             |
| Vila Nova da Barquinha       |                    | Partido Socialista                                                |                    | Partido Social Democrata             |
| Distrito de Setúbal          |                    |                                                                   |                    |                                      |
| Montijo                      |                    | Aliança Povo Unido                                                |                    | Partido Socialista                   |
| Setúbal                      |                    | Aliança Povo Unido                                                |                    | Partido Socialista                   |
| Distrito de Viana do Castelo |                    |                                                                   |                    |                                      |
| Monção                       |                    | Partido do Centro Democrático Social                              |                    | Partido Social Democrata             |
| Ponte da Barca               |                    | Aliança Democrática                                               |                    | Partido Social Democrata             |
| Ponte de Lima                |                    | Aliança Democrática                                               |                    | Partido do Centro Democrático Social |
| Viana do Castelo             |                    | Aliança Democrática                                               |                    | Partido Social Democrata             |
| Vila Nova de Cerveira        |                    | Aliança Democrática                                               |                    | Partido Social Democrata             |
| Distrito de Vila Real        |                    |                                                                   |                    |                                      |
| Alijó                        |                    | Aliança Democrática                                               |                    | Partido Social Democrata             |
| Ribeira de Pena              |                    | Aliança Democrática                                               |                    | Partido Social Democrata             |
| Sabrosa                      |                    | Aliança Democrática                                               |                    | Partido Social Democrata             |
| Santa Marta de Penaguião     |                    | Aliança Democrática                                               |                    | Partido Socialista                   |
| Vila Pouca de Aguiar         |                    | Aliança Democrática                                               |                    | Partido Social Democrata             |
| Vila Real                    |                    | Aliança Democrática                                               |                    | Partido Social Democrata             |
| Distrito de Viseu            |                    |                                                                   |                    |                                      |
| Armamar                      |                    | Partido do Centro Democrático Social                              |                    | Partido Social Democrata             |
| Lamego                       |                    | Partido Social Democrata                                          |                    | Partido Renovador Democrático        |
| Moimenta da Beira            |                    | Partido Social Democrata                                          |                    | Partido do Centro Democrático Social |
| Nelas                        |                    | Partido Socialista                                                |                    | Partido Social Democrata             |
| Penalva do Castelo           |                    | Partido do Centro Democrático Social                              |                    | Partido Social Democrata             |
| Penedono                     |                    | Aliança Democrática                                               |                    | Partido Social Democrata             |
| Santa Comba Dão              |                    | Aliança Democrática                                               |                    | Partido Social Democrata             |
| São João da Pesqueira        |                    | Partido do Centro Democrático Social                              |                    | Partido Social Democrata             |
| Tarouca                      |                    | Aliança Democrática                                               |                    | Partido Social Democrata             |
| Tondela                      |                    | Partido do Centro Democrático Social                              |                    | Partido Social Democrata             |
| Viseu                        |                    | Partido Social Democrata                                          |                    | Partido do Centro Democrático Social |
| Região Autónoma dos Açores   |                    |                                                                   |                    |                                      |
| Lajes das Flores             |                    | Ação Social Democrata Independente                                |                    | Partido Social Democrata             |
| Lajes do Pico                |                    | Partido Social Democrata                                          |                    | Partido Socialista                   |